# Thecabius affinis
Thecabius affinis är en insektsart som först beskrevs av Johann Heinrich Kaltenbach 1843. Enligt Catalogue of Life ingår Thecabius affinis i släktet Thecabius och familjen långrörsbladlöss, men enligt Dyntaxa är tillhörigheten istället släktet Thecabius och familjen pungbladlöss. Arten är reproducerande i Sverige. Inga underarter finns listade i Catalogue of Life.